# 산드라 세르베라
산드라 세르베라(Sandra Cervera, 1985년 6월 19일 ~ )는 스페인의 배우이다.